# Leptogaster tillyardi
Leptogaster tillyardi är en tvåvingeart som beskrevs av Hardy 1935. Leptogaster tillyardi ingår i släktet Leptogaster och familjen rovflugor. Inga underarter finns listade i Catalogue of Life.